# A Discovery of Witches
A Discovery of Witches (en español: El descubrimiento de las brujas) es una serie de televisión británica basada en la trilogía de la novela del mismo nombre de Deborah Harkness. Está producida por Bad Wolf y Sky Productions y está protagonizada por Teresa Palmer, Matthew Goode, Edward Bluemel, Louise Brealey, Malin Buska, Aiysha Hart, Owen Teale, Alex Kingston y Valarie Pettiford. Se emitió en la cadena británica Sky One entre 2018 y 2022, constando de tres temporadas y 25 capítulos.
En España, la serie fue emitida en exclusiva por Movistar+ entre el 1 de enero de 2020 y el 18 de febrero de 2022.

## Argumento
Diana Bishop (Teresa Palmer), una historiadora y bruja renuente, descubre inesperadamente un manuscrito embrujado en la biblioteca Bodleian de Oxford. Por descubrimiento se vio obligada a regresar al mundo de la magia con la finalidad de descubrir los secretos que oculta sobre los seres mágicos. Debido a ello, recibirá la ayuda de Matthew Clairmont (Matthew Goode), un misterioso genetista y vampiro. A pesar de una larga desconfianza entre brujas y vampiros, ambos formarán una alianza, dispuesta a proteger el libro y resolver los misterios que guarda, mientras que, deberán evitar toda amenaza que se le presente por parte del mundo mágico.

## Reparto

### Principal
- Teresa Palmer como Diana Bishop[9]
- Matthew Goode como Matthew Clairmont[9]
- Edward Bluemel como Marcus Whitmore[9]
- Louise Brealey como Gillian Chamberlain (Temporada 1)[10]
- Malin Buska como Satu Järvinen.
- Aiysha Hart como Miriam Shepherd[10]
- Owen Teale como Peter Knox[10]
- Alex Kingston como Sarah Bishop[9]
- Valarie Pettiford como Emily Mather[9]
- Trevor Eve como Gerbert d'Aurillac
- Lindsay Duncan como Ysabeau de Clermont[9]
- James Purefoy como Philippe de Clermont (Temporada 2)[11]
- Steven Cree como Gallowglass (Temporada 2)[11]
- Tom Hughes como Kit Marlowe (Temporada 2)[12]
- Michael Lindall como Walter Raleigh (Temporada 2)[11]
- Elaine Cassidy como Louisa de Clermont (Temporada 2)[11]
- Sheila Hancock como Goody Alsop (Temporada 2)[11]
- Paul Rhys como Andrew Hubbard (Temporada 2)[11]
- Holly Aird como Francoise (Temporada 2)[11]
- Adelle Leonce como Phoebe Taylor (Temporada 2)[13]

### Recurrente
- Greg McHugh como Hamish Osborne[10]
- Tanya Moodie como Agatha Wilson[9]
- Daniel Ezra como Nathaniel Wilson[9]
- Aisling Loftus como Sophie Norman[10]
- Elarica Johnson como Juliette Durand (Temporada 1)[10]
- Gregg Chillin como Doménico Michelle[10]
- Trystan Gravelle como Baldwin Montclair
- Adetomiwa Edun como Sean (Temporada 1)
- Sophia Myles como Rebecca Bishop
- David Newman como Stephen Proctor
- Sorcha Cusack como Marthe
- Chloe Dumas como Meridiana (Temporada 1)
- Milo Twomey como Pierre (Temporada 2)[11]
- Jacob Ifan como Benjamin Fuchs (Temporada 2)[11]
- Barbara Marten como Elizabeth I (Temporada 2)[11]
- Adrian Rawlins como William_Cecil (Temporada 2)[11]
- Adam Sklar como Henry Percy (Temporada 2)[11]
- Amanda Hale como Mary Sidney (Temporada 2)[14]
- Struan Rodger como John Dee (Temporada 2)
- Michael Jibson como Rudolf II (Temporada 2)[15]
- Anton Lesser como Rabbi Loew (Temporada 2)[11]
- Joshua Pickering como Jack Blackfriars (Temporada 2)[11]
- Lois Chimimba como Catherine Streeter (Temporada 2)[11]
- Amy McAllister como Marjorie Cooper (Temporada 2)[11]
- Victoria Yeates como Elizabeth Jackson (Temporada 2)[11]

## Temporadas
| Temporada | Temporada | Episodios | Emisión original         | Emisión original       |
| Temporada | Temporada | Episodios | Comienzo                 | Final                  |
| --------- | --------- | --------- | ------------------------ | ---------------------- |
|           | 1         | 8         | 14 de septiembre de 2018 | 2 de noviembre de 2018 |
|           | 2         | 10        | 8 de enero de 2021       | 12 de marzo de 2021    |
|           | 3         | 7         | 17 de enero de 2022      | 18 de febrero de 2022  |

## Episodios

### Primera temporada (2018)
| N.º en serie | N.º en temp. | Título       | Dirigido por       | Escrito por                | Fecha de emisión original | Audiencia (millones) |
| ------------ | ------------ | ------------ | ------------------ | -------------------------- | ------------------------- | -------------------- |
| 1            | 1            | «Episodio 1» | Juan Carlos Medina | Kate Brooke                | 14 de septiembre de 2018  | 1.26                 |
| 2            | 2            | «Episodio 2» | Juan Carlos Medina | Kate Brooke                | 21 de septiembre de 2018  | 1.64                 |
| 3            | 3            | «Episodio 3» | Alice Troughton    | Kate Brooke                | 28 de septiembre de 2018  | 1.42                 |
| 4            | 4            | «Episodio 4» | Alice Troughton    | Kate Brooke & Tom Farrelly | 5 de octubre de 2018      | 1.15                 |
| 5            | 5            | «Episodio 5» | Alice Troughton    | Charlene James             | 12 de octubre de 2018     | 1.19                 |
| 6            | 6            | «Episodio 6» | Sarah Walker       | Charlene James             | 19 de octubre de 2018     | 1.06                 |
| 7            | 7            | «Episodio 7» | Sarah Walker       | Sarah Dollard              | 26 de octubre de 2018     | 1.29                 |
| 8            | 8            | «Episodio 8» | Sarah Walker       | Kate Brooke                | 2 de noviembre de 2018    | 1.21                 |

### Segunda temporada (2021)
| N.º en serie | N.º en temp. | Título        | Dirigido por       | Escrito por                  | Fecha de emisión original | Audiencia (millones) |
| ------------ | ------------ | ------------- | ------------------ | ---------------------------- | ------------------------- | -------------------- |
| 9            | 1            | «Episodio 1»  | Farren Blackburn   | Sarah Dollard                | 8 de enero de 2021        | 0.951                |
| 10           | 2            | «Episodio 2»  | Philippa Langdale  | Susie Conklin                | 15 de enero de 2021       | 0.502                |
| 11           | 3            | «Episodio 3»  | Philippa Langdale  | Polly Buckle                 | 22 de enero de 2021       | 0.495                |
| 12           | 4            | «Episodio 4»  | Farren Blackburn   | Pete McTighe                 | 29 de enero de 2021       | 0.249                |
| 13           | 5            | «Episodio 5»  | Philippa Langdale  | Lisa Holdsworth              | 5 de febrero de 2021      | 0.301                |
| 14           | 6            | «Episodio 6»  | Jonathan Teplitzky | Pete McTighe                 | 12 de febrero de 2021     | 0.257                |
| 15           | 7            | «Episodio 7»  | Farren Blackburn   | Joseph Wilde                 | 19 de febrero de 2021     | 0.153                |
| 16           | 8            | «Episodio 8»  | Farren Blackburn   | Pete McTighe                 | 26 de febrero de 2021     | 0.181                |
| 17           | 9            | «Episodio 9»  | Jonathan Teplitzky | Michelle Gayle               | 5 de marzo de 2021        | 0.152                |
| 18           | 10           | «Episodio 10» | Farren Blackburn   | Susie Conklin & Pete McTighe | 12 de marzo de 2021       | 0.197                |

### Tercera temporada (2022)
| N.º en serie | N.º en temp. | Título       | Dirigido por    | Escrito por     | Fecha de emisión original | Audiencia (millones) |
| ------------ | ------------ | ------------ | --------------- | --------------- | ------------------------- | -------------------- |
| 19           | 1            | «Episodio 1» | Jamie Donoughue | Lisa Holdsworth | 7 de enero de 2022        | TBD                  |
| 20           | 2            | «Episodio 2» | Jamie Donoughue | Helen Raynor    | 14 de enero de 2022       | TBD                  |
| 21           | 3            | «Episodio 3» | TBA             | TBA             | 21 de enero de 2022       | TBD                  |
| 22           | 4            | «Episodio 4» | TBA             | TBA             | 28 de enero de 2022       | TBD                  |
| 23           | 5            | «Episodio 5» | TBA             | TBA             | 4 de febrero de 2022      | TBD                  |
| 24           | 6            | «Episodio 6» | TBA             | TBA             | 11 de febrero de 2022     | TBD                  |
| 25           | 7            | «Episodio 7» | TBA             | TBA             | 18 de febrero de 2022     | TBD                  |

## Producción
En 2011, la productora Warner Bros. anunció que había adquirido los derechos de autor de A Discovery of Witches y que próximamente se realizaría una adaptación cinematográfica de la misma. Durante las primeras etapas del desarrollo de la película, se informó que el dramturgo estadounidense David Auburn había sido elegido para escribir el guion, y que contaría con Denise Di Novi y Allison Greenspan como productoras, quienes había trabajado en Little Women, The Sisterhood of the Traveling Pants y Practical Magic.
En 2016, se anunció que el canal de entretenimiento británico Sky One, compró los derechos de autor de los libros, para adaptarlos a una serie de televisión. Más tarde, se informó que la actriz australiana Teresa Palmer fue elegida para interpretar a Diana Bishop y que el actor británico Matthew Goode fue elegido para interpretar el papel de Matthew Clairmont. El rodaje de la serie culminó el 16 de febrero de 2018. Poco después, se anunció que se estrenaría el 14 de septiembre del mismo año. Gran parte del proyecto se realizó en la ciudad de Gales, en los estudios Bad Wolf.
El 2 de noviembre de 2018, Sky One renovó A Discovery of Witches para una segunda y tercera temporada.

## Lanzamiento
El 14 de septiembre de 2018, la serie se estrenó en Reino Unido por la cadena de Sky One, siendo su primera producción televisiva de ocho episodios. La transmisión por NOW TV también comenzó en esa misma fecha, luego de emitirse cada episodio primero en Sky. La distribución internacional del programa está bajo el manejo de Sky Vision.

## Recepción

### Comentarios de la crítica
A Discovery of Witches ha recibido críticas positivas por parte de la crítica y la audiencia, siendo elogiada tanto la adaptación como la producción y las actuaciones del elenco. En el portal de internet Rotten Tomatoes, la serie posee una aprobación del 100% basado en 19 reseñas.
En Metacritic, se le dio una puntuación de 66 sobre 100, lo que indica "críticas generalmente favorables".

### Premios y nominaciones
| Lista de premios y nominaciones | Lista de premios y nominaciones | Lista de premios y nominaciones | Lista de premios y nominaciones | Lista de premios y nominaciones | Lista de premios y nominaciones |
| Año                             | Organización                    | Categoría                       | Nominado/a(s)                   | Resultado                       | Ref(s)                          |
| ------------------------------- | ------------------------------- | ------------------------------- | ------------------------------- | ------------------------------- | ------------------------------- |
| 2018                            | GBCT Operators Award            | Mejor Serie Dramática           | A Discovery of Witches          | Ganador                         | [ 26 ]                          |
| 2019                            | National Television Awards      | Mejor Serie Nueva de Drama      | A Discovery of Witches          | Nominado                        | [ 27 ]                          |
| 2019                            | Saturn Awards                   | Mejor Serie de Terror           | A Discovery of Witches          | Nominado                        | [ 28 ]                          |
| 2019                            | BAFTA Cymru Awards              | Mejor Director – Ficción        | Juan Carlos Medina              | Nominado                        | [ 29 ]                          |
| 2019                            | BAFTA Cymru Awards              | Mejor Diseño de Producción      | James North                     | Nominado                        | [ 29 ]                          |